# 桥湾站 (北京市)
桥湾站是一个位于中国北京市东城区前门街道与天坛街道交界珠市口东大街、南桥湾街交叉口，属于北京地铁7号线的地铁车站。2014年12月28日随7号线开通一同投入使用。

## 位置
桥湾站位于二环内，原北京外城区域，珠市口东大街（两广路，东西走向）和规划正义路南延（南北走向）交汇处，呈东西走向布置。
由于车站所在区域原有一条三里河（元代称“文明河”），且河在该区域有一个河湾，故名。车站原以河为名，为了与西城区的三里河区分，称为崇文三里河站；但由于2010年行政区划调整，崇文区被合并至东城区，故此站名作罢，改为桥湾站。

## 结构

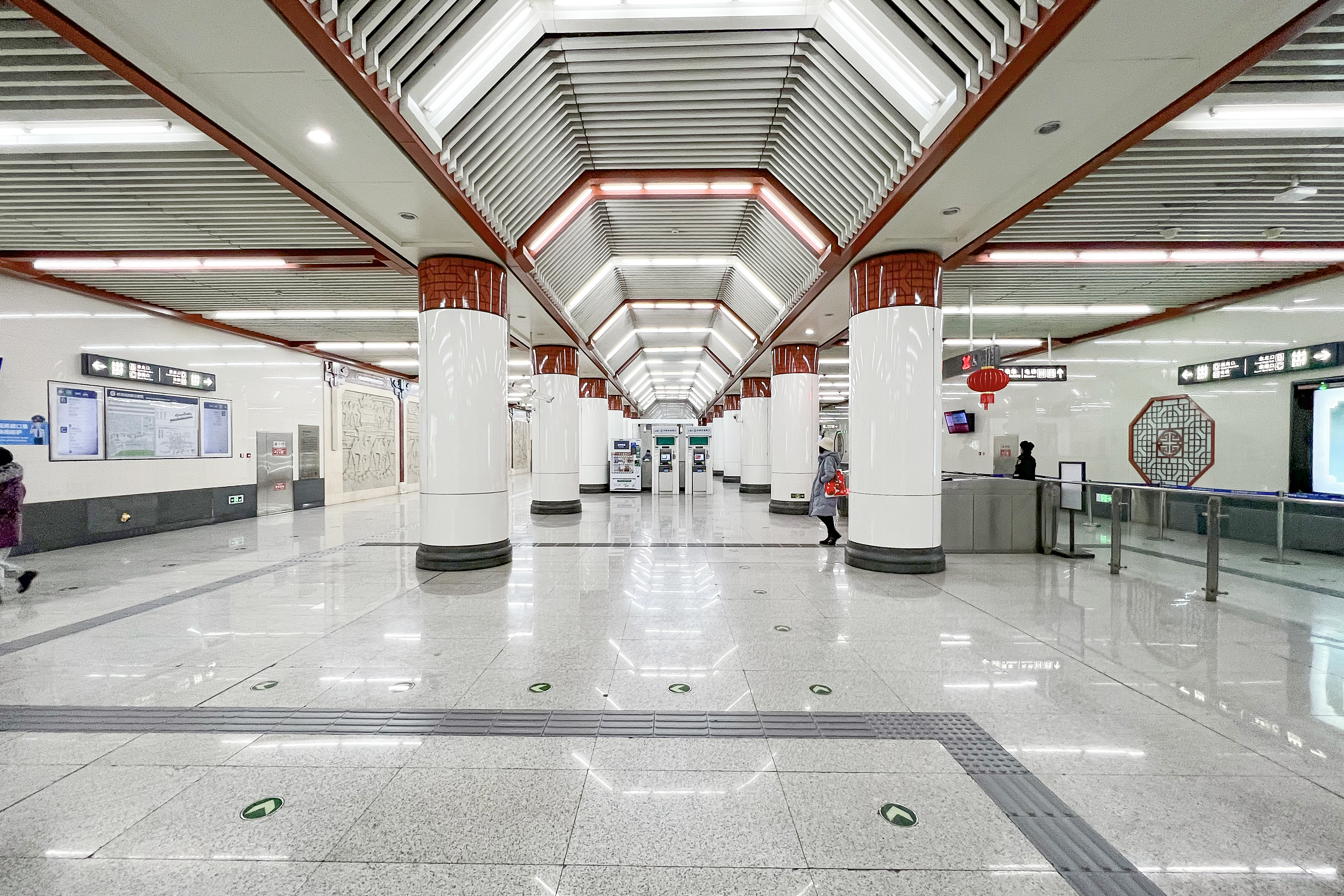
车站大堂（2022年2月摄）

桥湾站为地下二层三跨车站，岛式站台设计，采用暗挖法施工，暗挖竖井设于车站中部拱顶上方。站厅设有艺术墙《颜料演绎历史》，以本站西北方向的平遥颜料会馆为创作题材展现晋商在北京的发展历程。

### 车站楼层
| 地面层          | 街道                          | B-D出入口                        |
| 地下一层 站厅层 | 站厅                          | 客务中心、自动售票机、进出站闸机 |
| 地下二层 站台层 |                               | █ 7号线往北京西站（珠市口）      |
| 地下二层 站台层 | 岛式站台，左側開门            |                                  |
| 地下二层 站台层 | █ 7号线往环球度假区（磁器口） |                                  |

### 站台
桥湾站设有1座岛式站台，位于珠市口东大街地底。

## 出入口
|                       |                      |                                              |      |            |
| 编号                  | 指示                 | 建议前往的目的地                             | 图片 | 无障碍设施 |
| 出口 · B              | 珠市口东大街（北侧） | 祈年大街、草厂十条、薛家湾胡同               |      | 不適用     |
| 出口 · C              | 珠市口东大街（南侧） | 祈年大街、天坛路、东晓市街                   |      | 不適用     |
| 出口 · D · 升降机标志 | 珠市口东大街（南侧） | 西晓市街、北京市第十一中学、东城区人民检察院 |      |            |
| 註： 設有             |                      |                                              |      |            |